# 데저렛 문자
데저렛 문자(Deseret script)는 19세기 중반 브리검 영의 지시 하에 데저렛 대학에서 개발된 영어표기에 쓰인 음소문자이다. 영어철자개혁의 일환으로 로마자를 대체하려는 목적으로 만들어졌으며, 실제로 그 당시의 영어 발음 체계에 맞추어 제작되었기 때문에 표음적이다. 또 다른 목적은 서로 다른 국적의 이민자들 사이에 후기성도(예수 그리스도 후기 성도 교회의 회원)라는 일체감을 심어주기 위하여 후기성도의 문자로서 보급하려는 것이었다. 일부의 믿음과 달리 데저렛 문자는 최초 몰몬경의 표기에 쓰였다는 개정된 애굽어 문자가 아니다. 최초 제작 당시 데저렛 문자로 쓰인 교과서나 종교 간행물 등의 보급 노력이 있었으나, 끝내 정착되지 못했다.

## 알파벳 목록
| 글자                                                 | 이름    |      |     | 글자     | 이름 |     |         | 글자 | 이름 |          |       | 글자 | 이름 |  |
| 𐐀 𐐨                                                  | Long I  | /iː/ | 𐐁 𐐩 | Long E   | /eɪ/ | 𐐂 𐐪 | Long A  | /ɑː/ | 𐐃 𐐫  | Long Ah  | /ɔː/  |      |      |  |
| 𐐄 𐐬                                                  | Long O  | /oʊ/ | 𐐅 𐐭 | Long Oo  | /uː/ | 𐐆 𐐮 | Short I | /ɪ/  | 𐐇 𐐯  | Short E  | /ɛ/   |      |      |  |
| 𐐈 𐐰                                                  | Short A | /æ/  | 𐐉 𐐱 | Short Ah | /ɒ/  | 𐐊 𐐲 | Short O | /ʌ/  | 𐐋 𐐳  | Short Oo | /ʊ/   |      |      |  |
| 𐐌 𐐴                                                  | Ay      | /aɪ/ | 𐐍 𐐵 | Ow       | /aʊ/ | 𐐎 𐐶 | Wu      | /w/  | 𐐏 𐐷  | Yee      | /j/   |      |      |  |
| 𐐐 𐐸                                                  | H       | /h/  | 𐐑 𐐹 | Pee      | /p/  | 𐐒 𐐺 | Bee     | /b/  | 𐐓 𐐻  | Tee      | /t/   |      |      |  |
| 𐐔 𐐼                                                  | Dee     | /d/  | 𐐕 𐐽 | Chee     | /tʃ/ | 𐐖 𐐾 | Jee     | /dʒ/ | 𐐗 𐐿  | Kay      | /k/   |      |      |  |
| 𐐘 𐑀                                                  | Gay     | /ɡ/  | 𐐙 𐑁 | Ef       | /f/  | 𐐚 𐑂 | Vee     | /v/  | 𐐛 𐑃  | Eth      | /θ/   |      |      |  |
| 𐐜 𐑄                                                  | Thee    | /ð/  | 𐐝 𐑅 | Es       | /s/  | 𐐞 𐑆 | Zee     | /z/  | 𐐟 𐑇  | Esh      | /ʃ/   |      |      |  |
| 𐐠 𐑈                                                  | Zhee    | /ʒ/  | 𐐡 𐑉 | Er       | /r/  | 𐐢 𐑊 | El      | /l/  | 𐐣 𐑋  | Em       | /m/   |      |      |  |
| 𐐤 𐑌                                                  | En      | /n/  | 𐐥 𐑍 | Eng      | /ŋ/  | 𐐦 𐑎 | Oi*     | /ɔɪ/ | 𐐧 𐑏  | Ew*      | /juː/ |      |      |  |
| *Not part of original alphabet; see § Versions below |         |      |     |          |      |     |         |      |      |          |       |      |      |  |

## 같이 보기
- 국제 음성 기호

## 참조
1. ↑  현 유타 대학교의 전신이다.
2. ↑  몰몬교의 초대 지도자조셉 스미스가 발견한 몰몬경 원본이 개정된 애굽어라고 부르는 언어(문자)로 쓰여 있다.